# Euphyia nigrata
Euphyia nigrata är en fjärilsart som beskrevs av Paul Dognin 1916. Euphyia nigrata ingår i släktet Euphyia och familjen mätare. Inga underarter finns listade i Catalogue of Life.